# Tragédie de Green Cross
La tragédie de Green Cross est l’appellation chilienne d'un accident aérien le 3 avril 1961 à 23:57 lorsque le Douglas DC-3 qui transportait l'équipe de football chilienne Green Cross et trois arbitres s'écrasa contre le versant nord-est du pic Las Animas dans la cordilière du Nevado de Longaví (Province de Linares) dans la région du Maule (Chili). L'accident se produisit à 3200 mètres. Des restes de l'appareil ont été redécouverts en 2015 par des alpinistes.

## Déroulement
Le contact a été perdu avec l'appareil à 19h35. D'intenses recherches ont été menées, dont des patrouilles aériennes entre les villes de Los Ángeles et Santiago, et des recherches terrestres menées par l'école d'artillerie de l'armée du Chili. Cependant, l'avion ne fut trouvé que huit jours plus tard, lorsque le capitaine d'un vol LAN Chili et son copilote communiquèrent à leurs supérieurs qu'ils avaient trouvé les restes de l'avion accidenté. Plus précisément, ils avaient aperçu la carcasse - parties de fuselages et d'une aile - depuis leur avion, depuis une altitude de 2000 à 3000 pieds, sur un versant nord-est d'un sommet de Las Animas, dans la cordillère du Nevado de Longaví, face à la ville de Linares. D'après les restes, après l'impact l'avion prit feu, laissant supposer que tous ses occupants sont morts rapidement.
Parmi les membres de l'équipe de football décédée, Eliseo Mouriño est le plus notable.

## Redécouverte
Malgré l'indication donnée précédemment, l'emplacement exact du crash est resté longtemps inconnu.
En février 2015, des alpinistes ont finalement révélé avoir trouvé des restes du fuselage de l'avion, ainsi que des ossements et des lambeaux de vêtements. L'emplacement, gardé secret afin d'éviter d'en faire une destination touristique, est situé à 3 200 mètres d'altitude et diffère de celui qui avait été signalé précédemment.